# Kandana
Kandana är en ort i Sri Lanka.   Den ligger i provinsen Västprovinsen, i den sydvästra delen av landet, 14 km norr om huvudstaden Colombo. Kandana ligger 9 meter över havet och antalet invånare är 33 424.
Terrängen runt Kandana är platt. Havet är nära Kandana åt sydväst. Runt Kandana är det mycket tätbefolkat, med 3 494 invånare per kvadratkilometer. Närmaste större samhälle är Colombo, 13,8 km söder om Kandana. Omgivningarna runt Kandana är en mosaik av jordbruksmark och naturlig växtlighet.